# Печихвости (Луцький район)
Печи́хвости — село в Україні, у Луцькому районі Волинської області. Входить до складу Горохівської міської громади. Населення становить 997 осіб.
Печихвости — село на Волині, якому в 2008 році виповнилося 500 років. На схід від села проходить вододіл між басейном Чорного і Балтійського морів. Через Печихвости протікає річка Стрипа, яка впадає в Лугу, що є притокою Західного Бугу.

## Історія

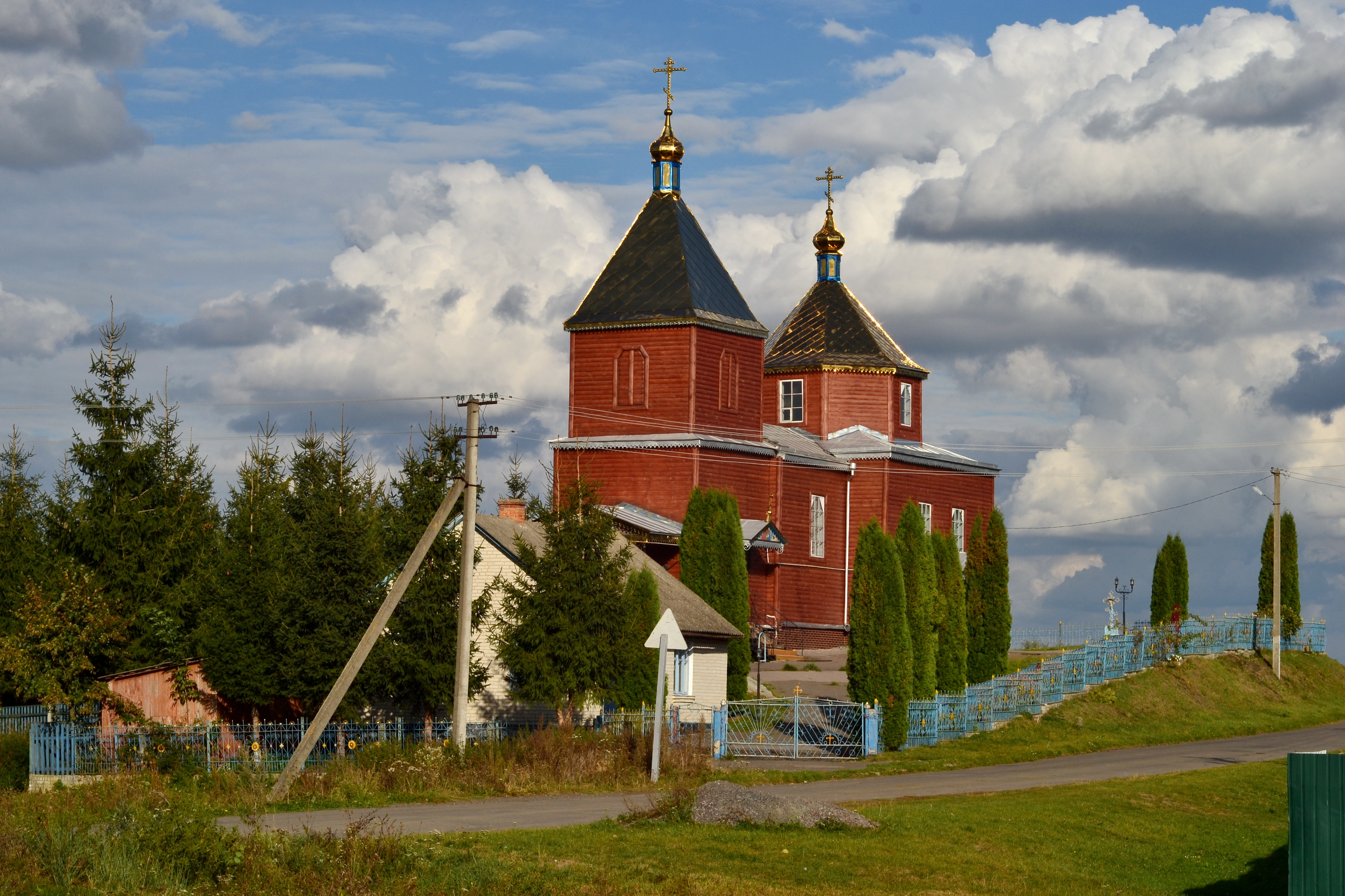
Церква Введення в храм Пресвятої Богородиці

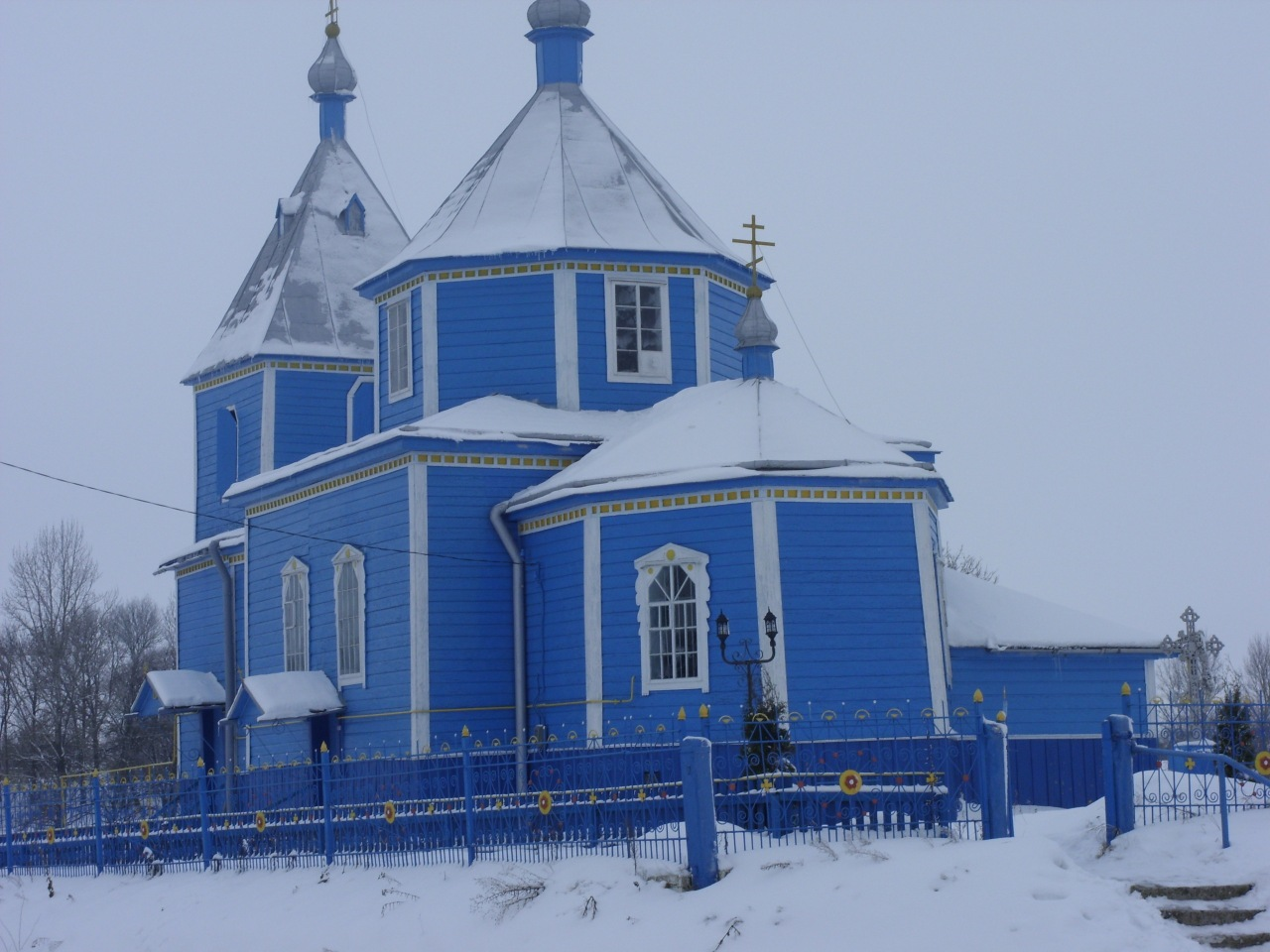
Храм у селі Печихвости, пам'ятка архітектури, якій понад 300 років

Історія села почалась дуже давно. Перші поселення належали до часів палеоліту. На території села проживало слов'янське плем'я волинян. У Х ст. воно ввійшло до складу Київської Русі. У 1241 р. село зруйнували татари. У ХІѴ ст. Печихвости відійшли до Литовського князівства, а пізніше — до Польщі, де було запроваджене кріпосне право, і землі селян відійшли до фільварка польської пані. Із початком визвольної війни у Печихвостах відбулися повстання проти польських панів, селяни забрали своє майно і землю назад.
Перша згадка про Печихвости у «Літописі минулих літ», датується 1508 р., хоча достовірних даних про село не збереглося. З розповідей старожилів села, ще із часів монголо-татарської навали існує легенда, яка розповідає про походження назви «печихвости». Тоді українські села ставали неабиякою поживою для ворогів. Поселення були погано укріплені, а зброї як такої, не було. Селяни озброювалися хто чим міг: вилами, кілками, косами — хоча і це не допомагало здолати кінні загони ворогів. Під час одного з набігів місцеві жителі придумали новий метод боротьби із татарами. За вказівкою одного чоловіка, селяни поприв'язували бикам до хвостів палаючі факели — віхті. Худоба в паніці бігла вперед із палаючими хвостами, таким чином розганяючи ворогів і підпалюючи їх намети, а люди йшли слідом і добивали покалічених татар. Такий ворожий табір був розбитий у лісі, біля урочища Дубина.
Власниками поселення, були, зокрема, Гаврило та Федір Бокії, Юзеф Хшонщевський — батько Антонія Роберта.
У 1906 році село Підберезської волості Володимир-Волинського повіту Волинської губернії. Відстань від повітового міста 46 верст, від волості 4. Дворів 148, мешканців 923.
У листопаді 2014 року, на Введення, у церкві Введення в храм Пресвятої Богородиці вперше відслужено україномовну Божественну Літургію архієрейським чином. Це — перший у лоні Київського Патріархату престольне свято громади, яка зареєструвалась (номер 39492185) у селі 14 листопада 2014. До цього дня у Печихвостах діяла лише громада УПЦ МП, котра й користувалась старовинним храмом. Після того, як прихильники УПЦ КП оголосили храм своїм, громада УПЦ МП звершує богослужіння у приватному приміщенні [Архівовано 20 листопада 2016 у Wayback Machine.], що належить місцевій родині, або відвідує храми УПЦ МП у сусідніх селах [Архівовано 19 червня 2017 у Wayback Machine.].
У грудні 2016 року стало відомо про те, що нові користувачі храму, прихильники УПЦ КП, повністю переробили його зовнішній вигляд, незважаючи на статус пам'ятки архітектури[недоступне посилання з липня 2019].
12 червня 2020 року, відповідно до розпорядження Кабінету Міністрів України № 708-р «Про визначення адміністративних центрів та затвердження територій територіальних громад Волинської області», село увійшло в склад Горохівської міської громади.
19 липня 2020 року, в результаті адміністративно-територіальної реформи та ліквідації Горохівського району, село увійшло до складу новоутвореного Луцького району.

## Населення
Згідно з переписом УРСР 1989 року чисельність наявного населення села становила 1052 особи, з яких 477 чоловіків та 575 жінок.
За переписом населення України 2001 року в селі мешкали 993 особи.

### Мова
Розподіл населення за рідною мовою за даними перепису 2001 року:
| Мова       | Відсоток |
| ---------- | -------- |
| українська | 99,30 %  |
| російська  | 0,50 %   |
| угорська   | 0,10 %   |

## Культура

### Релігія
Адвентисти сьомого дня - громада нараховує 14 вірян.

## Відомі люди
- Антоній Роберт Феліц'ян Хшонщевський — вояк, урядник, автор книги спогадів, де є чимало фактів про Станіслава Щенсного Потоцького, народився у селі.[2]